# Le Boulay-Morin
Le Boulay-Morin ist eine französische Gemeinde mit 818 Einwohnern (Stand 1. Januar 2022) im Département Eure in der Region Normandie (vor 2016 Haute-Normandie). Sie gehört zum Arrondissement Évreux, zum Kanton Évreux-2 sowie zum Gemeindeverband Évreux Portes de Normandie. Die Einwohner werden Boulay-Morinois und Boulay-Morinoises genannt.

## Geografie
Le Boulay-Morin liegt etwa sieben Kilometer nordnordöstlich von Évreux. Umgeben wird Le Boulay-Morin von den Nachbargemeinden La Chapelle-du-Bois-des-Faulx und Irreville im Norden, Dardez im Nordosten und Osten, Reuilly im Osten und Südosten, Normanville im Süden und Westen sowie Émalleville im Nordwesten.

## Bevölkerungsentwicklung
| Jahr                       | 1962 | 1968 | 1975 | 1982 | 1990 | 1999 | 2006 | 2013 | 2019 |
| Einwohner                  | 188  | 151  | 400  | 457  | 516  | 558  | 641  | 740  | 798  |
| Quellen: Cassini und INSEE |      |      |      |      |      |      |      |      |      |

## Sehenswürdigkeiten
- Kirche Saint-André aus dem 18. Jahrhundert
- Schloss und Park aus dem 18. Jahrhundert

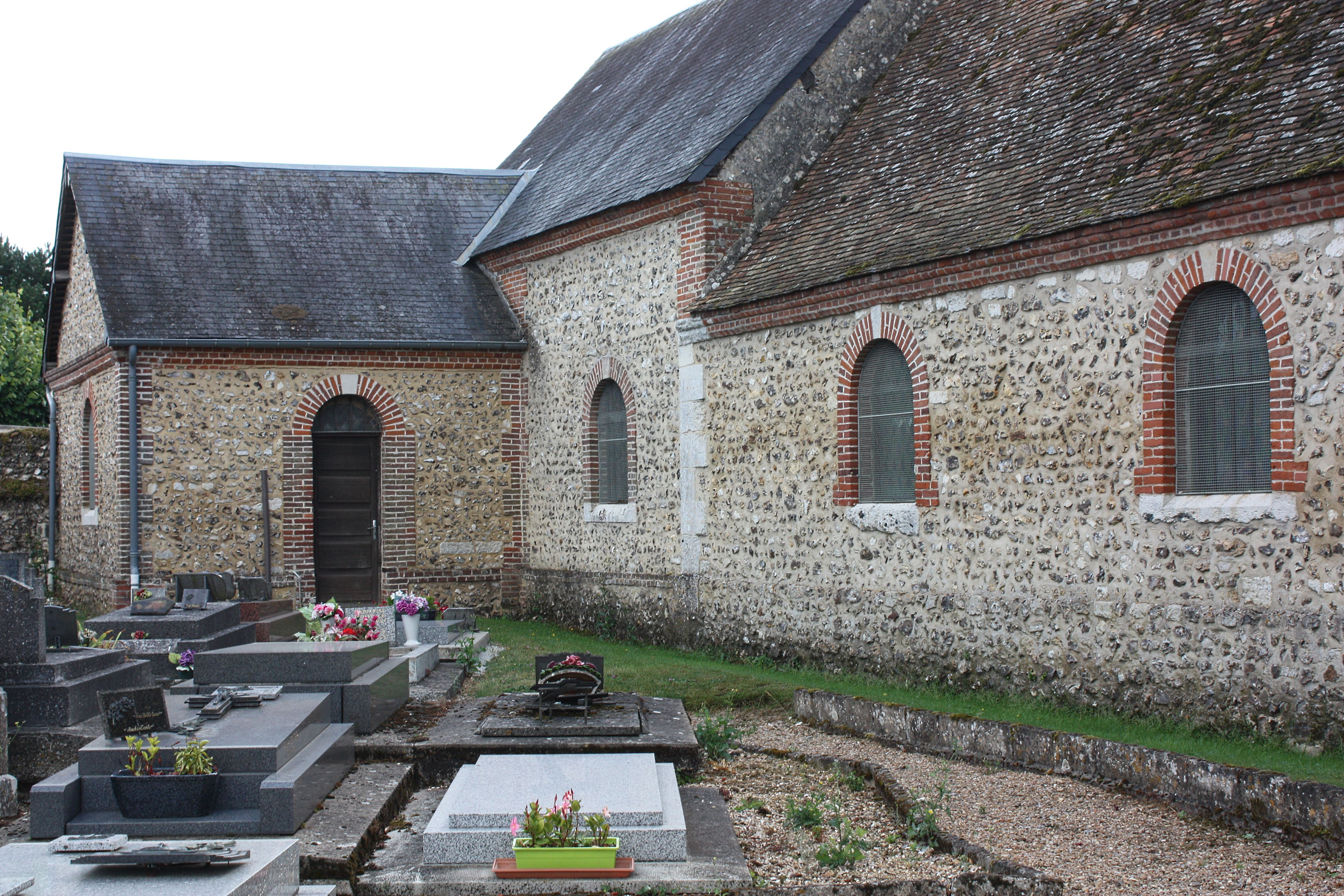
Kirche Saint-André